# Улица Зайнуллы Расулева (Уфа)
Улица Зайнуллы Расулева — улица в Кировском районе города Уфы, пролегающая от холма над рекой Белой до улицы Тукаева.

## История
Улица именовалась Случевским переулком по одноимённому холму над рекой. В 1924 году была переименована в улицу Благоева в честь революционера Благоева. На улице в доме деда по материнской линии провёл детство писатель С. Т. Аксаков, описавший это позднее.
В 2008 году была переименована в улицу Зайнуллы Расулева в честь исламского деятеля З. Расулева.

## Достопримечательности
- В начале улицы с востока находится Сад культуры и отдыха им. С. Юлаева;
- Дом-музей С. Т. Аксакова — дом 4.

Сад Салавата Юлаева
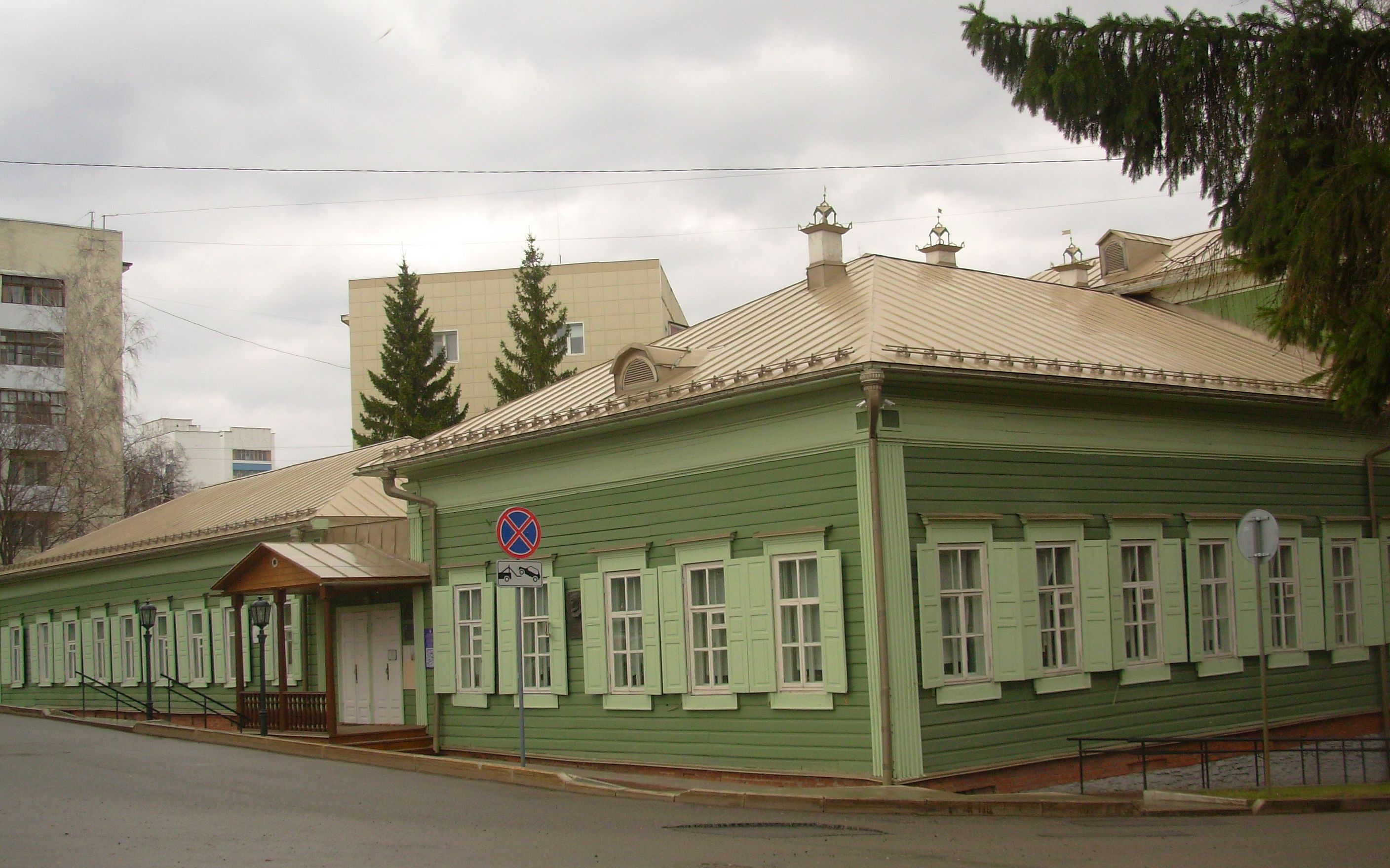
Дом-музей Аксакова